# Dauendorf
Dauendorf ist eine französische Gemeinde im Département Bas-Rhin der Region Grand Est.

## Geographische Lage
Dauendorf liegt im Unterelsass in einem südlichen Seitental der Moder, etwa elf Kilometer westlich der Stadt Haguenau (Hagenau).
Zu Dauendorf gehört das Dorf Neubourg (Neuburg).
Die Nachbargemeinden sind Huttendorf (Hüttendorf), Morschwiller (Morschweiler), Niedermodern, Mertzwiller (Merzweiler), Schweighouse-sur-Moder (Schweighausen im Elsass) und Uhlwiller (Uhlweiler).

## Geschichte
Ältere Ortsbezeichnungen sind Tochendorf (1177), Dochindorf (1201) und Dauchendorf (1417). Im 18. Jahrhundert lautete der Ortsname Daugendorf.
Im Ortsteil Dauendorf-Neubourg lag das Kloster Neubourg, eine Zisterzienserabtei. Das Dorf Neubourg selbst gehörte 1133 zum Kloster Lützel.
Durch den Frankfurter Frieden vom 10. Mai 1871 kam die Region an das deutsche Reichsland Elsaß-Lothringen, und das Dorf wurde dem Kreis Hagenau im Bezirk Unterelsaß zugeordnet.  Nach dem Ersten Weltkrieg musste die Region aufgrund der Bestimmungen des Versailler Vertrags 1919 an Frankreich abgetreten werden und wurde Teil des Département Bas-Rhin. Im Zweiten Weltkrieg war die Region von der deutschen Wehrmacht besetzt.

### Demographie
Die Gemeinde hat 1448 Einwohner (Stand 1. Januar 2021).
Anzahl Einwohner seit Ende des Zweiten Weltkriegs
| 1962 | 1968 | 1975 | 1982 | 1990 | 1999 | 2008 | 2017 |
| ---- | ---- | ---- | ---- | ---- | ---- | ---- | ---- |
| 1120 | 1133 | 1220 | 1372 | 1372 | 1424 | 1428 | 1440 |

## Wappen
Wappenbeschreibung: In Schwarz ein goldener Sturzsparren und ein rot gezungte goldener Löwe.

## Persönlichkeiten
- Anton Bemetzrieder (1772–1817), Philosoph, Musikpädagoge, Komponist, Autor